# Années 310 av. J.-C.
Les années 310 av. J.-C. couvrent les années de 319 av. J.-C. à 310 av. J.-C.

## Événements

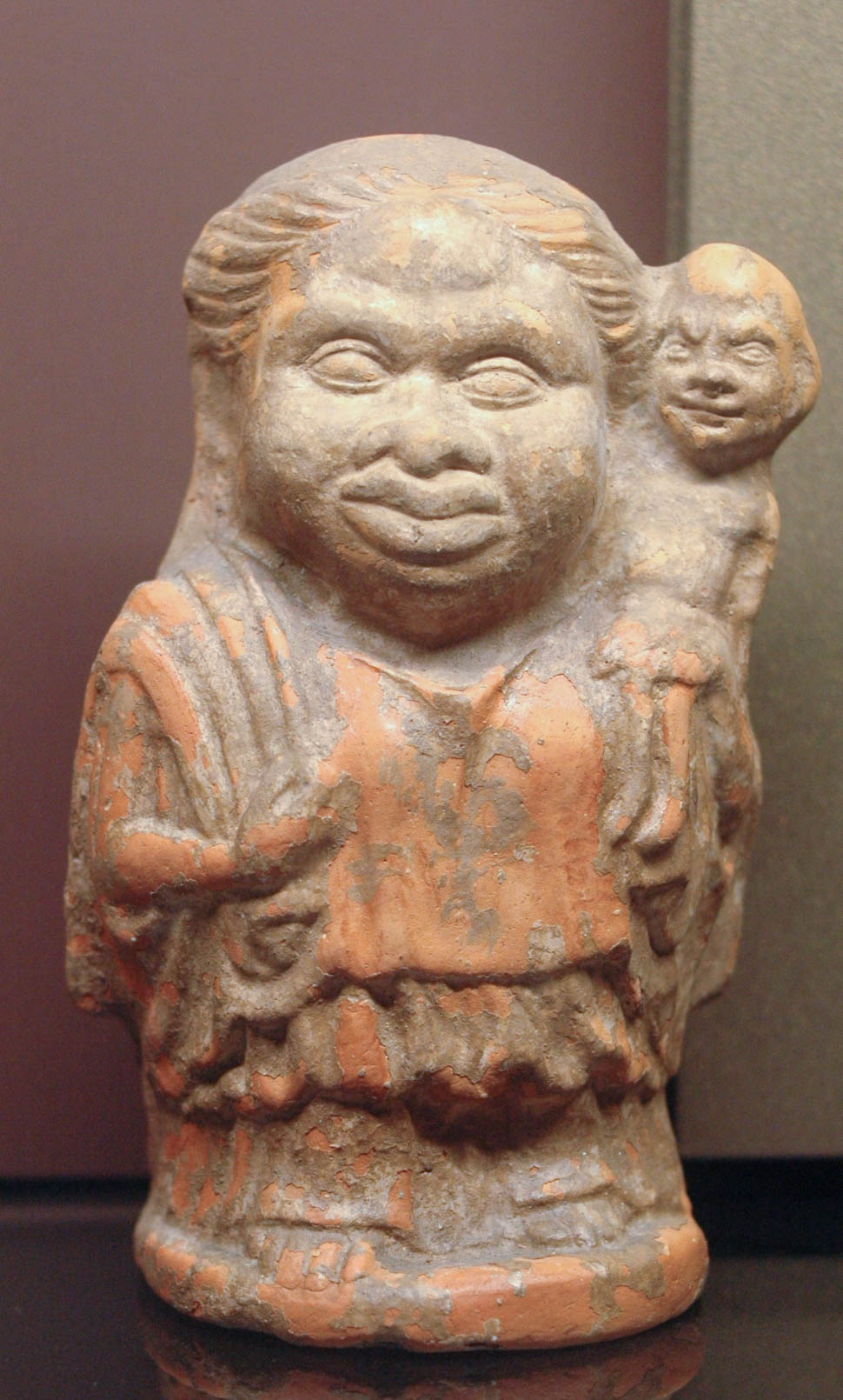
Grotesque, naine tenant une petite fille, terre cuite en provenance de Lamia (Thessalie), v. 325-300 av. J.-C., musée du Louvre

- 327-304 av. J.-C. : deuxième Guerre samnite[1].
- 319-315 av. J.-C. : deuxième guerre des diadoques[2].
- 316 av. J.-C. : Cassandre prend Pydna et fait mourir Olympias, la mère d'Alexandre le Grand[3].
- 314-311 av. J.-C. : troisième guerre des diadoques[2].
- 312 av. J.-C. : la construction de la voie Appienne marque la conquête définitive de la Campanie par les Romains[4].
- 311 av. J.-C. : bataille d'Himère[5].

- Campagnes de Ptolémée Ier en Judée (320, 312, 302 et 301 av. J.-C.). Selon Agatharchidès, il prend Jérusalem au cours d’une de ces campagnes. Selon Appien, il déporte en Égypte de nombreux prisonniers judéens et samaritains, accompagnés d’exilés volontaires comme Ézéchias (grand-prêtre ou gouverneur des monnaies). Les Juifs passent sous la domination des lagides[6].

## Personnages significatifs
- Agathocle de Syracuse
- Antigone le Borgne
- Appius Claudius Caecus
- Cassandre de Macédoine
- Chandragupta Maurya
- Démétrios de Phalère
- Ménandre
- Ptolémée Ier
- Séleucos Ier
- Zénon de Cition